# Amoskeag
Amoskeag /"one takes small fish", dolazi od namos 'small fish', kkig 'to take' /, jedno od plemena konfederacije Pennacook, porodice Algonquian, koje je obitavalo kod Amoskeag Fallsa na rijeci Merrimack na području današnjeg okruga Hillsboro u New Hampshireu. Istoimeno selo na Amoskeag Fallsu bilo je glavno središte Wannalanseta (Wanalance), glavnog poglavice konfederacije Pennacooka, sin Passaconnawayov. Ovdje su se uspjeli održati tek do 1676. kada su ih europski naseljenici preselili u New York i Kanadu. Neke grupe Pennacooka, kaže Sultzman, priključili su se Sokokima, plemenu iz konfederacije Abenaki, među koje navodi uz Amoskeag i Nashua, Souhegan i Winnipesaukee. Na mjestu gdje je obitavalo ovo pleme, poznatome po ribolovu, niknulo je 1722-1723. naselje Old Harry's Town, današnji Manchester u okrugu Hillsborough.  Tragovi Indijanaca stari su barem 12,000 godina.
Ostali nazivi: Naamhok, Naamkeeks, Namekeake, Namkeake, Namaske, Namaoskeaga, Namaschaug. Sultzman u svojoj Pennacook Historybrka Amoskeage s Amoskeag Fallsa i Naumkeage iz područja Salema u Massachusettsu.

## Vanjske poveznice
- Pennacook Indian Bands, Gens and Clans  Arhivirana inačica izvorne stranice od 26. travnja 2008. (Wayback Machine)